# Mengeles Erben
Mengeles Erben – Menschenexperimente im kalten Krieg ist ein Dokumentarfilm von Dirk Pohlmann aus dem Jahr 2010.

## Inhalt
In seinem Dokumentarfilm Mengeles Erben, Erstausstrahlung am 12. Mai 2010 auf dem Sender Arte, stellt Pohlmann systematische medizinische Experimente an Menschen während des Kalten Krieges dar, die zuvor kaum systematisch erforscht worden seien. Er dokumentiert in Bildern und Interviews, wie „einige der schlimmsten Kriegsverbrecher mit den Siegermächten des Zweiten Weltkrieges Straffreiheit gegen Übergabe der Versuchsergebnisse“ aushandelten. Militärs und Geheimdienste in den USA seien insbesondere an den „Ergebnissen echter Menschenexperimente mit Pest, Anthrax und Tularämie, Unterkühlung, Unterdruck und neuartigen Bomben“ interessiert gewesen. Keiner der Täter sei in den USA bestraft worden. Auch in den ehemals kommunistischen Staaten sei „die Aufarbeitung dieser finsteren Vergangenheit schleppend“ verlaufen, die Verbrechen seien vertuscht worden.

## Rezeption
Heike E. Krüger Brand kommentierte am 30. April 2010 im Ärzteblatt, der Kalte Krieg habe offenbar ideale Bedingungen für "Mörder im Arztkittel" geboten. "'Mengeles Erben' konnten überleben, indem sie neuen Herren dienten."
Der Journalist Jens Brüning kommt in seiner Rezension für Deutschlandfunk Kultur vom 11. Mai 2010 zu dem Fazit: „Dirk Pohlmanns Film ist nichts für Menschen mit schwachen Nerven oder einem fest gefügten Weltbild. Er ist ein Hinweis auf Täter, hinter denen man die Auftraggeber bisher nur vermuten kann.“ Nach dem Krieg seien die von deutschen und japanischen Ärzten gewonnenen Ergebnisse von Menschenexperimenten höchst interessant für Geheimdienste aller Art gewesen. Und es sei weiter an Gefangenen experimentiert worden, teilweise von denselben Ärzten. Pohlmann stellt ausführlich die Experimente in der Tschechoslowakei dar, besonders zu Verhörmethoden und Drogen.

Hendrik Feindt stellt in einer Rezension im Tagesspiegel vom 12. Mai 2010 fest, Pohlmanns These sei, Josef Mengele, einst Arzt in Auschwitz, sei nicht der Erste und der Einzige gewesen, der Gefangene als Versuchsobjekte für Experimente mit letalem Ausgang verwendet habe. 
Und der NS-Staat sei nicht der einzige gewesen, der von verbrecherischer Medizin profitieren wollte. Andere Ärzte und Biochemiker arbeiteten noch Jahrzehnte nach 1945 für Japan und für Nordkorea, für die USA und für die Staaten des Ostblocks. In der Wüste von Nevada beispielsweise sei es eine Mischung aus Naivität und Rücksichtslosigkeit gewesen, wenn mit Menschen in Nukleartestgebieten experimentiert worden war. In der UdSSR dagegen verfuhr man, wie es im Kommentar des Films heißt, „ähnlich, nur noch rücksichtsloser“. 
Feindt bemängelt, dass Pohlmann sich einer aus „Überläuferpropaganda“ gespeisten „Rhetorik des Kalten Krieges“ bediene, insofern er die Verbrechen des KZ-Arztes Josef Mengele mit Menschenversuchen beider Seiten im Ost-West-Konflikt gleichsetze. Wenig überzeugend findet er auch die "dämonische Ausleuchtung" bei Interviews.  Archivaufnahmen von medizinischen Experimenten aus diversen, nicht selten ungenannten Quellen erscheinen Feindt einmontiert, um Schockeffekte zu erzielen. Die Informationen, um die herum Pohlmann seine Interviews und Archivausschnitte gruppiere, gingen ganz überwiegend auf nur eine einzige Person zurück, nämlich den tschechoslowakischen Überläufer Jan Šejna.